# Häxtävlingen
Häxtävlingen (Which Witch?) är en barn- och ungdomsbok skriven av den brittiska författarinnan Eva Ibbotson. Boken gavs ut 1979 och med svensk översättning 1980.

## Handling
Boken handlar om den mäktiga trollkarlen Arriman som behöver en fru för att kunna få en arvinge. Han har dock svårt att välja så tillsammans med sin privatsekreterare Leadbetter och sin betjänt Lester anordnar han en häxtävling. Den går ut på att den häxa som lyckas göra den bästa förtrollningen blir Arrimans hustru. Samtidigt blir den goda och vackra häxan Belladonna förälskad i Arriman. Men kommer hon att vinna tävlingen?